# 鯖江市神明小学校
鯖江市神明小学校（さばえししんめいしょうがっこう）は、福井県鯖江市にある市立小学校。

## 概要
- 校訓「自立真明」

- 学校教育目標　「自立心に富んだ　共に学び合う子の育成」

- めざす学校像　「明るく　元気で　楽しい学校」

- めざす児童像　「明るい子　強い子　元気な子」[1]

## 沿革
| 1873(明治6)年9月   | 水落村水落地区法華寺を仮教場として通明小学校を開設 (通学区域は水落、北野、糺、小黒町)のち北野に校舎を建築、 鳥羽村西鳥羽地区万法寺を仮教場として合智小学校を開設(通学区域は岡野、田所、鳥羽中、鳥羽)のち岡野に校舎を建築 |
| 1889(明治22)年     | 鳥羽、鳥羽中、岡野、田所、北野、水落の6村が合併し神明村が成立 |
| 1890(明治23)年4月  | 就学児童増加にともない糺区は吉江学区へ、小黒町区は鯖江学区へ分離 |
| 1901(明治34)年9月  | 通明、合智の両校を合わせ 神明尋常小学校と改称 |
| 1902(明治35)年7月  | 神明村字田所に校舎設立(所在地 田所11号5番地) |
| 1908(明治41)年4月  | 小学校6年制となる |
| 1910(明治43)年4月  | 高等科を併置(修業年限2年)し、神明尋常高等小学校となる |
| 1923(大正12)年11月 | 水落87号14番地に校舎移転増築(現在の神明町2丁目)、神明苑が立地 |
| 1941(昭和16)年4月  | 小学校令改正に伴い神明村立神明国民学校と改称 |
| 1946(昭和21)年4月  | 福井師範学校男子部附属国民学校となる |
| 1948(昭和23)年4月  | 福井師範学校男子部附属小学校と改称 |
| 1950(昭和25)年4月  | 福井大学学芸学部附属小学校と改称(～昭和28年3月) |
| 1951(昭和26)年2月  | 神明神社境内校舎落成、南校舎との渡り廊下新築 |
| 1954(昭和29)年11月 | 講堂(鉄筋鉄骨造)新築落成 |
| 1955(昭和30)年1月  | 鯖江町、神明町と5村が合併し鯖江市制施行 鯖江市神明小学校となる、昭和30年度の児童数1,042名 |
| 1972(昭和47)年6月  | 現在地(水落町4丁目)の新校舎への移転を開始(～昭和49年5月) |
| 1974(昭和49)年5月  | 創立100周年記念式典および新校舎移転改築落成式を行う |
| 1980(昭和55)年4月  | 児童数増加(昭和54年度は1,728名)により2校に分割。 校区北に鳥羽(とば)小学校が開校される、分割後の児童数959名 |
| 1992(平成4)年9月   | 月1回、第2土曜日が休業日となる |
| 1993(平成5)年10月  | 創立120周年記念式典を行う |
| 1995(平成7)年4月   | 月2回、第2・第4土曜日が休業日となる |
| 1998(平成10)年4月  | 制服が自由服となる |
| 2002(平成14)年4月  | 土曜日が休業日になる(学校5日制実施) |
| 2002(平成14)年4月  | 学力向上フロンティア事業の指定を受ける(3年間) |
| 2007(平成19)年4月  | 福井型コミュニティスクールの指定を受け、地域・学校協議会を立ち上げる |
| 2007(平成19)年4月  | 「豊かな体験活動推進事業」の指定（2年間) を受け、３泊４日の長期宿泊体験を実施（第5学年） |
| 2008(平成20)年4月  | 「スポーツ大好きっ子育成事業」の指定を受ける（2年間） |
| 2010(平成22)年5月  | そだての会の積極的な活動が認められて知事賞を受賞する |
| 2011(平成23)年 2月 | 北陸吹奏楽アンサンブルコンテストで金管五重奏がグランプリ受賞 |
| 2011(平成23)年10月 | そだての会の活動実績が認められ文部科学大臣賞を受賞する |
| 2012(平成24)年 2月 | 北陸吹奏楽アンサンブルコンテストでサクソフォン四重奏がグランプリ受賞 |
| 2017(平成29)年 2月 | 北陸吹奏楽アンサンブルコンテストでフルート三重奏がグランプリ受賞 |
| 2017(平成29)年 4月 | 地域と進める体験推進事業（3年間） |
| 2018(平成30)年 4月 | 全国学校体育研究大会福井大会授業発表校の指定を受ける |